# Cantharocnemis strandi
Cantharocnemis strandi är en skalbaggsart som beskrevs av Nikolaj Nikolajevitj Plavilsjtjikov 1933.
Cantharocnemis strandi ingår i släktet Cantharocnemis och familjen långhorningar. Inga underarter finns listade i Catalogue of Life.